# دهستان عشرستاق
عشرستاق، دهستانی است از توابع بخش یانه‌سر شهرستان بهشهر در استان مازندران ایران.
عشرستاق برگرفته از دو واژه عربی شامل عشر (عدد ده) و رستاق (معرب روستا) است. این ده روستا عبارتند از سابق محله، کردمحله، لمرد، برما، جوربند، جیربند، یارسم، ولو، آهنگرکلا و لوجنده.

## جمعیت
براساس سرشماری سال ۱۳۸۵ جمعیت آن ۷۲۸۴ نفر (۱۸۵۹ خانوار) بوده‌است.